# Frente Social y Popular
El Frente Social y Popular (FSyP) es una alianza política de izquierda que surgió en Argentina en 2015 en la provincia de Santa Fe. Se encuentra integrada por Partido del Trabajo y del Pueblo, Partido Socialista Auténtico, Movimiento Socialista de los Trabajadores, (rompió en 2018), Unidad Popular y Patria Grande, y actualmente cuenta con dos bancas en la cámara de diputados de Santa Fe, Carlos del Frade y Mercedes Meier.

## Historia
El frente se formó como una alianza de fuerzas de izquierda y centro izquierda, de la provincia de Santa Fe, siguiendo la iniciativa nacional del Frente Popular que presentó Víctor De Gennaro, para competir en las elecciones presidenciales de 2015. El frente se formó con la confluencia de Partido del Trabajo y del Pueblo, Partido Socialista Auténtico, Movimiento Socialista de los Trabajadores, Unidad Popular y Patria Grande, más organizaciones regionales como Causa, Vecinal del Bicentenario, Puño y Letra, Club Unión y Progreso, Agrupación Alfredo Palacios y Tierra de Alguien.
En marzo el FSyP presentó a su candidatos a las elecciones provinciales en Santa Fe, ellos fueron, Alejandro “Cacho” Parlante, precandidato a gobernador; Carlos del Frade y Mercedes Meier, precandidatos a diputado provincial; y María José Gerez y Diego “Popono” Romero, precandidatos al senado provincial por el departamento Rosario. También participaron el precandidato a intendente de Rosario, Alberto Cortés, y Celeste Lepratti, Fernando Rey y Facundo Peralta, quienes encabezan la lista para el Concejo Municipal de Rosario. El FSyP sumó dos bancas en la cámara de diputados de Santa Fe, Carlos del Frade y Mercedes Meier.
el 27 de octubre, a través el programa “Radio Historias”, el electo diputado provincial, Del Frade, llamó a apoyar a Scioli en el balotaje presidencial de 2015.
En el 2017, el FSyP, se volvió a presentar a las elecciones legislativas, llevando a Carlos del Frade como candidato a diputado nacional. Si bien el frente sumó los votos para llegar a la general, estuvo lejos del apoyo electoral que obtuvo en 2015. Sin embargo, en las generales obtuvieron 52.865 votos, lo que imposibilitó obtener una banca a nivel nacional
En el 2019 la coalición logró renovar la banca de Carlos Del frade.

## Partidos integrantes
El Frente Social y Popular está compuesto por:
| Partido | Partido | Partido                          | Líder             | Ideología                                          | Posición          |
| ------- | ------- | -------------------------------- | ----------------- | -------------------------------------------------- | ----------------- |
|         |         | Partido Comunista Revolucionario | Mercedes Meier    | Comunismo Marxismo-leninismo Maoísmo               | Extrema izquierda |
|         |         | Unidad Popular                   | Leticia Quaglario | Socialismo del siglo XXI Nacionalismo de izquierda | Izquierda         |
|         |         | Frente Patria Grande             | Fernando Rey      | Kirchnerismo Socialismo del siglo XXI Chavismo     | Izquierda         |

## Antiguos miembros
| Partido | Partido | Partido                                   | Líder             | Ideología            | Posición                      |
| ------- | ------- | ----------------------------------------- | ----------------- | -------------------- | ----------------------------- |
|         |         | Movimiento Socialista de los Trabajadores | María Jimena Sosa | Trotskismo Morenismo | Izquierda a Extrema izquierda |

## Diputados
Esta es la lista de los diputados, del FSyP, que ejercen en el período de 2015 a 2019:
| Diputado                 | Partido | Partido                          | Bloque                  |
| ------------------------ | ------- | -------------------------------- | ----------------------- |
| Carlos Alfredo del Frade |         | Independiente                    | Frente Social y Popular |
| Mercedes Meier           |         | Partido del Trabajo y del Pueblo | Frente Social y Popular |